# Spital

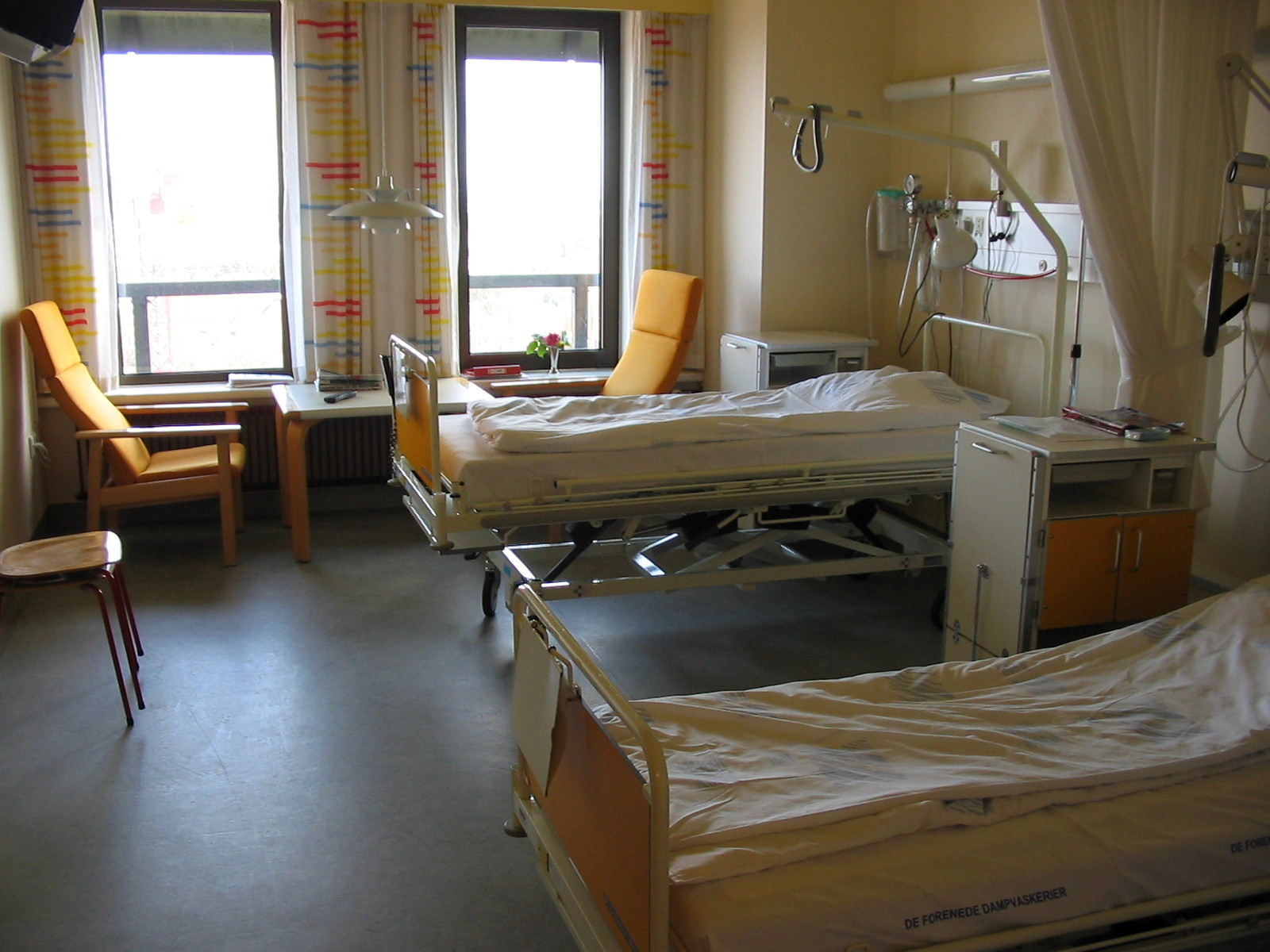
Salonul unui spital

Un spital este o instituție dedicată menținerii sănătății care oferă atât îngrijire pe o perioadă scurtă de timp cât și pentru o perioadă medie și chiar lungă de timp. La început spitalele erau formate din câte o singură clădire dar în ziua de azi multe din ele sunt formate din mai multe clădiri (corpuri) formând campusuri.

## Istoric

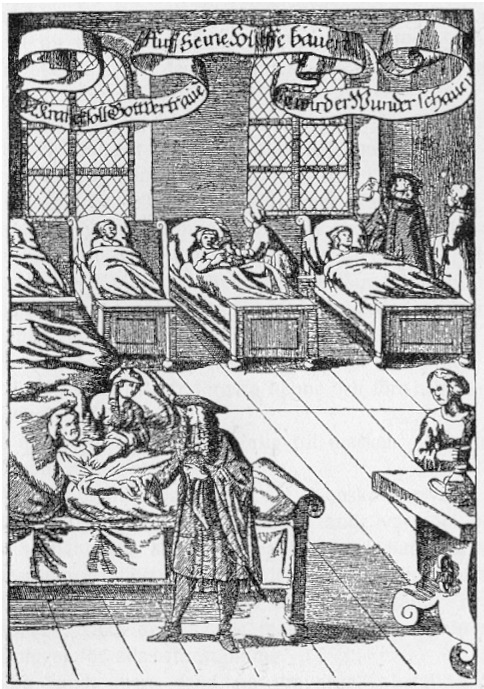
Gravură germană din 1682 reprezentând un fizician vizitând bolnavii dintr-un salon al unui spital

### Istoria veche
În antichitate, sănătatea și religia erau strâns legate. Cele mai vechi clădiri a căror scop era tratarea bolnavilor sunt templele egiptene. Templele grecești dedicate zeului vindecător Asclepius primeau bolnavii dacă aceștia primeau ajutor de la zeu în vis. Romanii au ales venerarea lui sub un alt nume, Æsculapius, căruia i-au și ridicat un templu în 291 î.Hr..

#### AsiaVeche
Introducerea conceptului de spital dedicat vindecării populației către restul lumii a fost făcută, probabil locuitorii Sri Lankăi. O cronică antică a regalității sri-lankeze Mahavamsa relata că regele Pandukabhaya (secolul al IV-lea î.Hr.) avea case pentru odihnă și spitale (Sivikasotthi-Sala) construite pe tot teritoriul țării. Acesta este cel mai vechi document care atestă vreo instituție dedicată tratării bolnavilor. Despre regele Ashoka se spune că a fondat cel puțin 18 spitale în anii 230 î.Hr., cu fizicieni și asistente medicale, costurile fiind suportate de rege. Totuși, există mulți istorici care contestă acest fapt, spunând că ar fi o greșeală în traducere, referindu-se la faptul că acele „case pentru odihnă” au fost confundate, în realitate nefiind spitale. Lucrul acesta este demonstrat prin faptul că, conform altor surse, Ashoka ar mai fi importat produse medicinale.
Primul spital-universitate, unde studenților li se permitea să practice pe pacienții în viață sub supravegherea fizicienilor, au apărut în Imperiul Persan, la academia din Gundishapur.

#### Imperiul Roman
Romanii au creat valetudinaria prin anii 100 î.Hr., un loc unde oamenii, gladiatorii și soldații răniți erau îngrijiți. Deși existența lor a fost dovedită de arheologi, există dubii cu privire la răspândirea lor, care era considerată foarte largă la acea vreme, având în vedere că vechile spitale au fost identificate pe baza ruinelor lor și nu pe baza scrierilor și a descoperirii uneltelor medicale.
De când creștinismul a devenit religie de stat, sănătății i s-a acordat o mai mare atenție. Sinodul I Ecumenic de la Niceea a decis ca biserica să ajute persoanele sărmane, bolnave, văduve sau străine. A ordonat construirea de spitale în fiecare oraș-catedrală. Mai târziu au fost construite mănăstiri în apropierea spitalelor, astfel încât preotul să poată oficia slujbe și masluri. Pentru leproși era repartizată o secție aparte.

#### Islamul medieval
Cel mai vechi spital islamic medieval înregistrat este spitalul al-Walid ibn 'Abdul Malik. Semăna într-un fel cu noscomia bizantină, deși era axată pe serviciile adresate leproșilor, persoanelor invalide și celor fără locuință.
Cuvântul medieval islamic „bimaristan” desemna spitalul în sensul modern, adică locul unde pacienții sunt primiți și îngrijiți de personal calificat. Astfel fizicienii făceau diferența dintre spital și alte spații de tratare a bolnavilor, cum ar fi templele de însănătoșire, templele de odihnă, ospiciile sau azilele. Spitalele publice și spitalele-universități au fost prima dată construite tot de musulmani.

#### Europamedievală

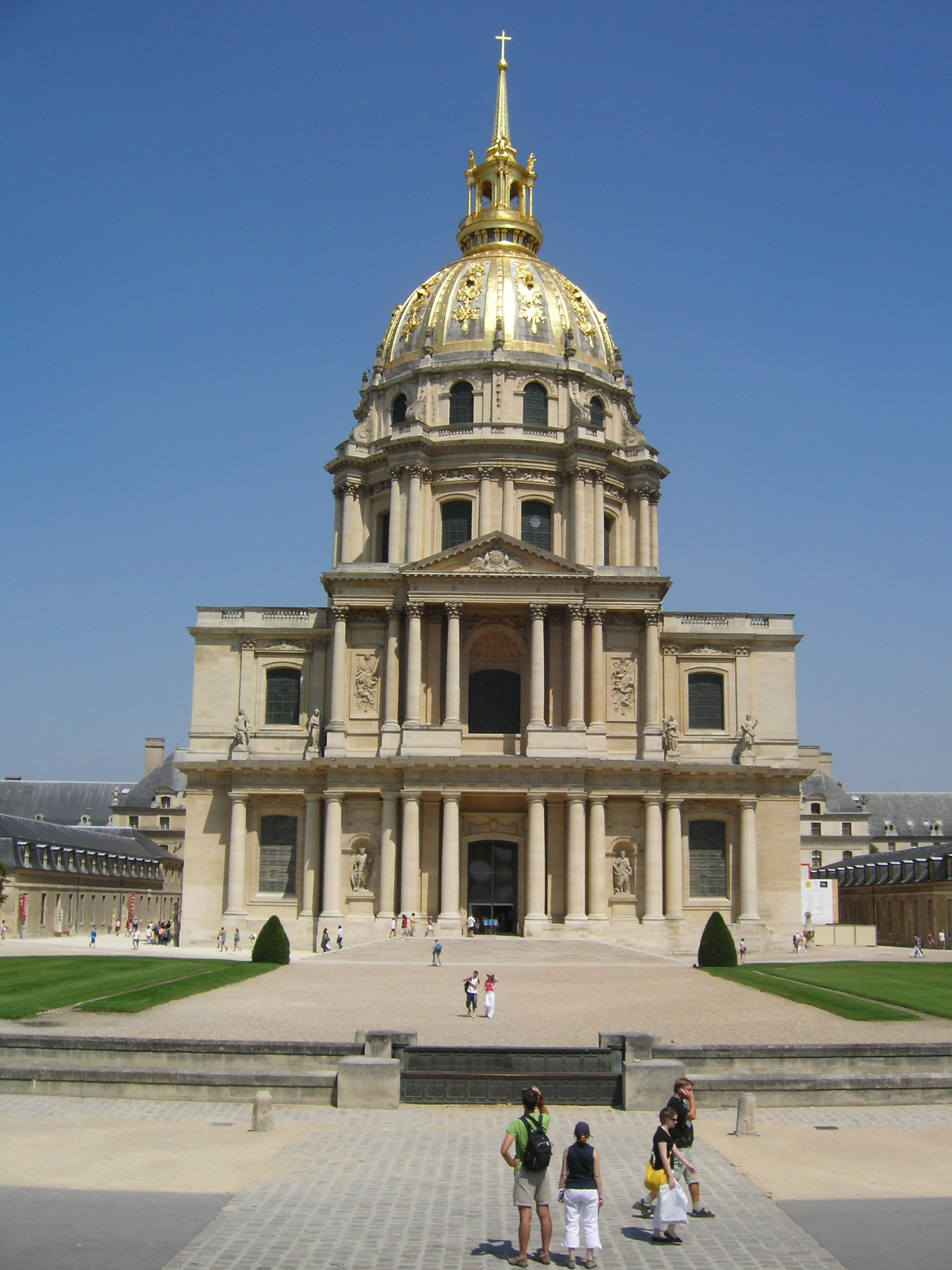
Biserica franceză de la Les Invalides arată legătura strânsă dintre biserici și spitale.

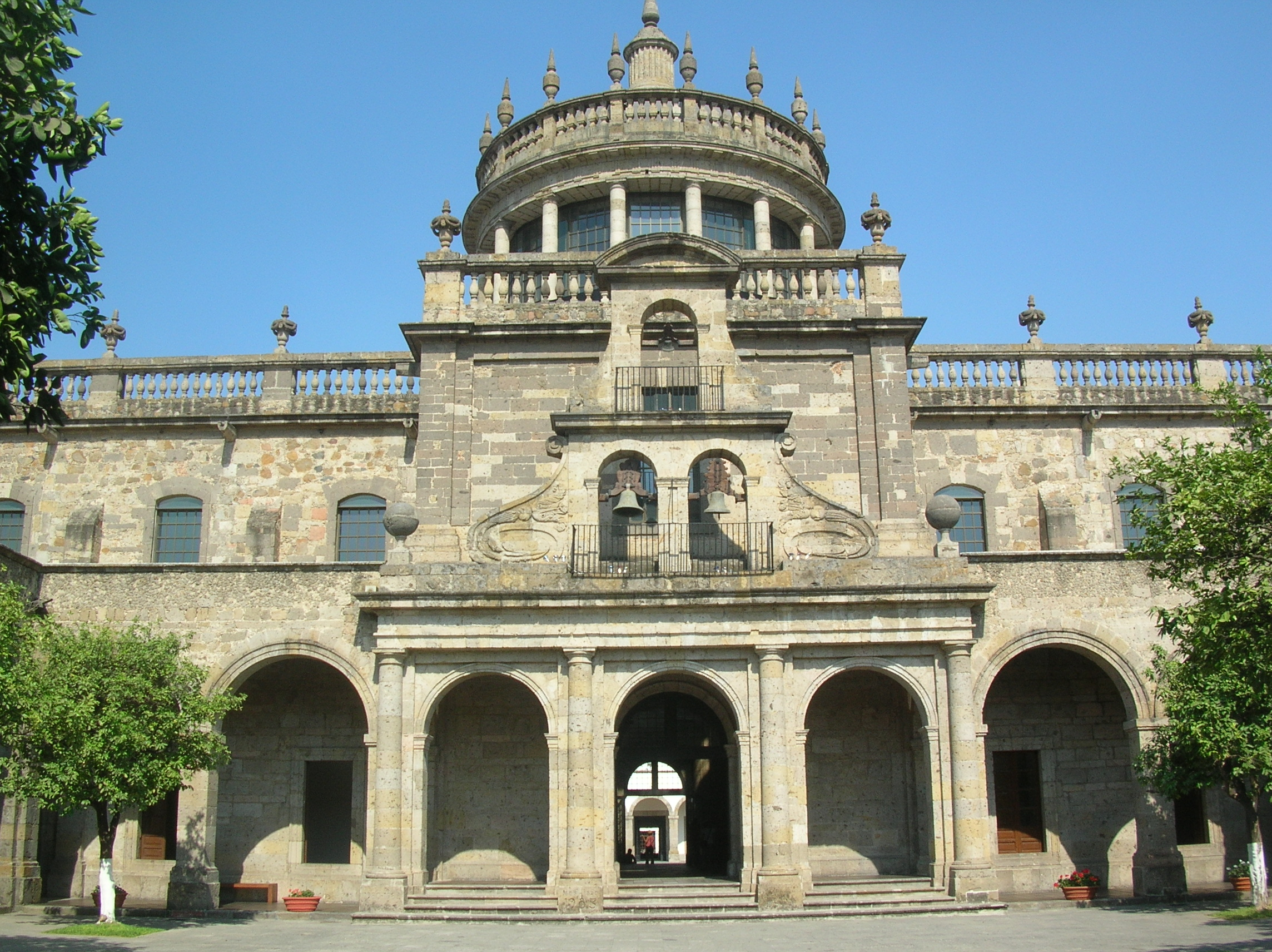
Hospicio Cabañas, cel mai mare spital din America colonială

Spitalele europene urmau un model asemănător. Ele erau comunități religioase, cu călugări și maici. Un vechi cuvânt francez definea spitalul ca „pensiunea lui Dumnezeu” (hôtel-Dieu). Unele erau atașate mănăstirilor, altele erau independente, având propriile slujbe. Unele spitale erau multi-funcționale, altele ofereau ajutor doar pentru anumite persoane. Astfel de spitale erau spitalele de leproși, spitalele săracilor sau cele pentru pelerini, care mai mult îi găzduiau decât îi tratau. În scurt timp, toate spitalele au devenit multi-funcționale, chiar dacă primul spital spaniol, construit de episcopul vizigot Masona în 580 la Mérida era un xenodochium, făcut ca un internat pentru pelerini și pentru călători dar și ca un spital pentru locuitori și populație.
Spitalul Sf. Spirit din Sibiu, înființat în anul 1292 de Ospitalierii Sfântului Spirit, este primul spital de pe teritoriul actual al României.

### Istoria modernă și contemporană
Conceptul de spitale creștine a evoluat până în secolul al XVIII-lea, când au apărut spitalele moderne, făcute doar pentru tratarea bolnavilor și echipate cu fizicieni și chirurgi. Charité, fondat în Berlin în 1710 este unul dintre acestea. Spitalul lui Guy (în engleză Guy's Hospital) a fost fondat în Londra în 1724. De-a lungul secolului au mai apărut și alte spitale, plătite de subscripții private.
Când Spitalul Vienez General Allgemeines Krankenhaus a fost deschis, devenind de la fondare cel mai mare spital din lume, fizicienii au primit o nouă facilitate care a transformat spitalul în cel mai important centru de cercetare. În secolul al XIX-lea, a doua Școală Medicală Vieneză și-a început activitatea cu ajutorul din partea unor fizicieni de seamă, cum ar fi Carl Freiherr von Rokitansky, Josef Škoda, Ferdinand Ritter von Hebra și Ignaz Philipp Semmelweis. Știința medicală de bază s-a extins iar specializarea a avansat. De asemenea, primele clinici specializate pe problemele dermatologice, ale ochilor, ale nasului, ale urechilor și ale gâtului au fost deschise tot la Viena evenimente care marchează începutul medicinei specializate.
Pe la mijlocul secolului al XIX-lea, Statele Unite și majoritatea statelor europene aveau un sistem bine organizat de spitale publice și private. În Europa continentală, spitalele noi erau construite și întreținute din fonduri publice. National Health Service (Serviciul Național de Sănătate), fondat în 1948, era principala instituție al cărei scop era menținerea sănătății din Regatul Unit. În Statele Unite, spitalul tradițional este spitalul non-profit, susținut de obicei de denominările religioase. Sunt scutite de taxe, datorită acțiunilor lor caritabile, dar oferă un minim de îngrijiri medicale.
Întrucât calitatea îngrijirilor medicale devenise o problemă globală, spitalele au fost nevoite să plătească din ce în ce mai mult pentru asta. Odată cu trecerea timpului, aparatele medicale au devenit din ce în ce mai sofisticate, minimalizând efortul medicului la diagnosticarea și operarea pacienților.

## Clasificare
Unii pacienți vin doar pentru diagnostic, altele vin doar pentru a se trata o scurtă durată la spital. Spitalele se diferențiază între ele după tipul serviciilor medicale pe care le oferă pacienților internați:
- Spitalele generale sunt cele mai răspândite; ele oferă îngrijire pentru combaterea diverselor răni sau boli de care suferă pacienții. De obicei, dispun de o secție de urgență, unde sunt pacienții ce necesită o intervenție din partea medicului cât mai urgentă. Spitalele generale tratează fiecare pacient în secții speciale, dotate cu aparatura necesară medicului specialist.
- Spitalele specializate sunt spitale care tratează pacienți preponderent cu o anumită disfuncție sau dintr-o anumită categorie socială. Astfel, din această categorie fac parte spitalele de arsuri (tratează persoanele cu arsuri), spitalele pentru persoanele cu probleme psihice și spitalele pentru copii.
- Clinicile sunt spitale de dimensiuni mai mici care în general nu internează pacienții. Se axează mai mult pe diagnosticul și tratamentul ambulatoriu al pacienților. De la clinică medicul trimite pacientul către secția corespunzătoare a unui spital.
- Spitalele universitare sunt spitalele asociate facultăților de medicină care combină tratarea pacienților cu studierea medicinei de către viitorii medici.

## Aspectul clădirilor

### Arhitectură
Clădirile spitalelor moderne încearcă să minimalizeze efortul personalului și riscul contaminării, mărind la maximum eficiența sistemului. Timpul în care personalul parcurge spitalul cu targa pacientului este de asemenea o problemă deoarece pacientul poate muri în timpul transportării; de aceea se încearcă micșorarea acestei durate de timp pe cât posibil.
Totuși, realitatea este că multe spitale considerate moderne sunt rezultatul unei creșteri continue, de cele mai multe ori prost organizate, cu noi secții adăugate la nevoie sau după cum permite bugetul. Din acest motiv, istoricul olandez Cor Wagenaar a criticat grav unii directori de spitale:
„...catastrofe arhitecturale, complexe instituționale anonime rulate de birocrații vaste, care nu se potrivesc deloc cu scopul pentru care au fost create... Sunt cu greu funcționale și în loc să facă pacienții să se simtă ca acasă, provoacă stres și anxietate”

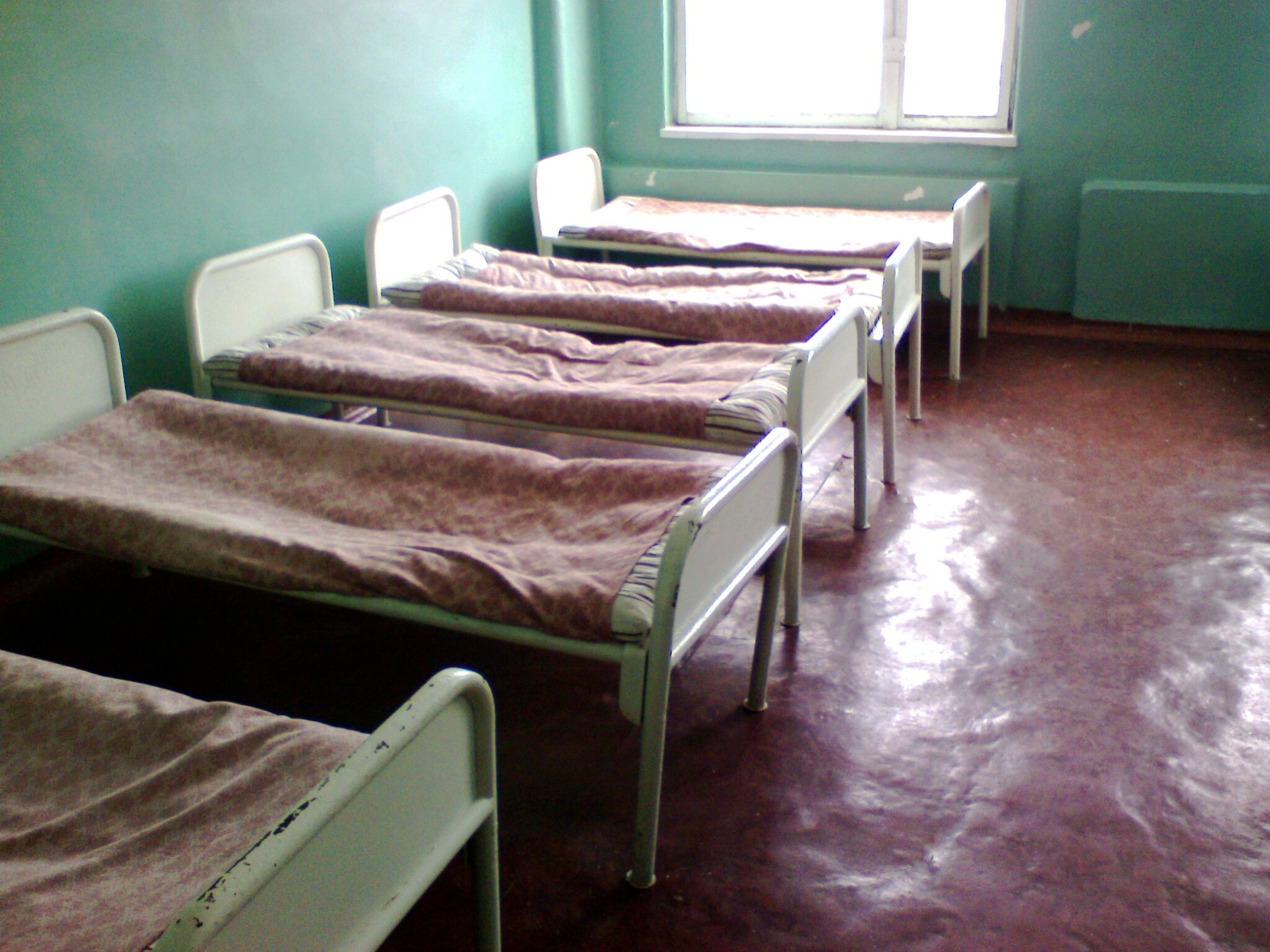
Salon gol al unui spital din Harkov, Ucraina. După cum se vede, culoarea pereților este obositoare dar și paturile sunt de proastă calitate, oferind astfel un minim de confort pacientului internat.

Astfel spitalele încearcă să sporească confortul pacientului pe cât posibil și să rezolve problemele psihologice ale pacientului, cum ar fi aerisirea, panorame mai bune și scheme de culoare mai plăcute privirii. Un exemplu negativ este în imaginea din dreapta. Aceste idei făceau referire la secolul al XVIII-lea, când conceptele de aer proaspăt și de „a se însănătoși de la natură” erau primele lucruri vizate de arhitecți la proiectarea clădirilor.

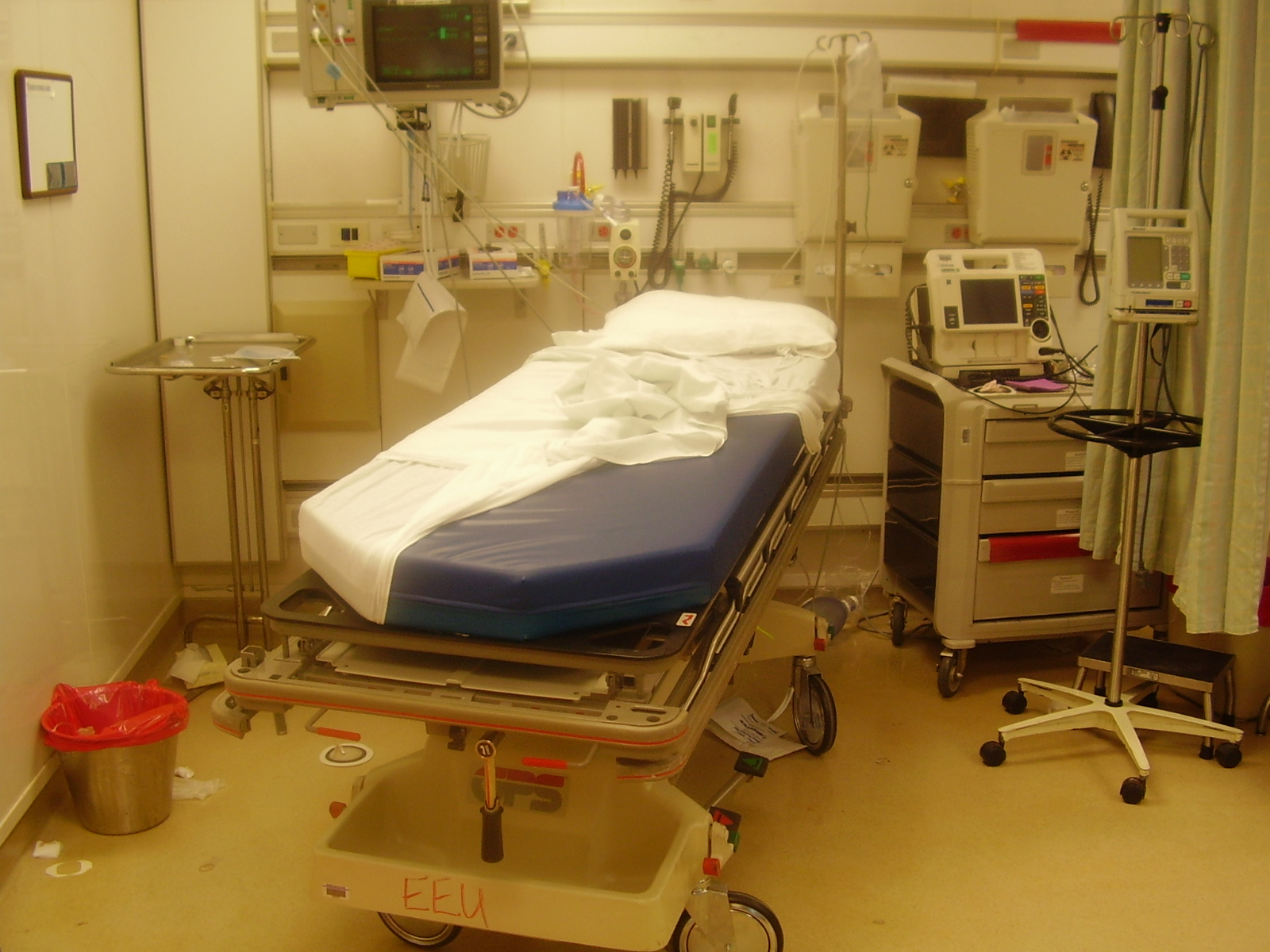
Patul unei săli de terapie intensivă. Echipamentele medicale sunt sofisticate.

### Infrastructură
Sălile de operație, de proceduri speciale, de terapie intensivă și cele ale pacienților sunt de obicei dotate cu gaz anestezic. Pe durata iernii se pun la dispoziție radiatoare sau calorifere iar pe timpul verii aparate de aer condiționat sau ventilatoare. Unele spitale, de obicei cele particulare, au în saloane câte un televizor.

### Curent electric
Sistemul electric destinat unui spital este important, deoarece multe aparate folosite în timpul operațiilor sau pentru menținerea în viață a pacientului, precum și unele obiecte din viața de zi cu zi cu care vin pacienții necesită curent electric. Pentru a evita problemele ce pot apărea dacă curentul electric este întrerupt, în unele spitale există generatoare de curent electric.